# Bilene (distrito)
O distrito de Bilene está situado na parte sul da província de Gaza, em Moçambique. A sua sede é a vila de Macia. O distrito era anteriormente também conhecido pelo nome de Bilene Macia. O posto administrativo de Chissano, até então parte deste distrito, foi transferido para o recém criado distrito de Limpopo na reforma administrativa de 2016.
Tem limites geográficos, a norte com o distrito de Chókwè, a leste com os distritos de Chibuto e Limpopo, a sul com o Oceano Índico e a oeste é limitado pelos distritos de Manhiça e Moamba da província de Maputo.
O distrito de Bilene tinha, pré-2016, uma superfície de 2 719 km² e uma população recenseada em 2007 de 151 548 habitantes, tendo como resultado uma densidade populacional de 66,7 habitantes/km² e correspondendo a um aumento de 13,8% em relação aos 133 173 habitantes registados no censo de 1997.

## Divisão Administrativa
O distrito está dividido em seis postos administrativos: Incaia, Macia, Macuane, Mazivila, Messano e Praia do Bilene, compostos pelas seguintes localidades:
- Posto Administrativo de Incaia
- Posto Administrativo de Macia:
  - Vila de Macia
- Posto Administrativo de Macuane:
  - Chichango
  - Macuane
  - Tuane Oriental
- Posto Administrativo de Mazivila:
  - Mazivila
  - Olombe
  - Zimbene
- Posto Administrativo de Messano:
  - Magul
  - Manonho
  - Messano
- Posto Administrativo de Praia do Bilene:
  - Vila da Praia do Bilene

A vila de Macia foi elevada a município em Abril de 2008. O segundo município do distrito foi criado na vila da Praia do Bilene em Maio de 2013
O posto administrativo de Incaia foi criado em 2017.